# Émeutes du 13 mai 1969
Les émeutes raciales du 13 mai 1969 en Malaisie sont des émeutes ayant opposé Chinois de Malaisie et Malais après les élections générales du 10 mai 1969, quand la coalition au pouvoir perdit trop de sièges pour ne plus avoir la majorité des deux-tiers, nécessaire pour réformer la Constitution. Les soutiens des deux camps descendirent dans la rue et il y eut plusieurs centaines de morts, principalement des Chinois, à qui était reproché leur poids économique et le fait d'avoir privilégié l'opposition. Ces émeutes aboutirent à un changement de politique économique et de premier ministre, ainsi qu'à l'instauration de l'état d'urgence.

## Contexte

### Division ethnique
Le 31 août 1957, la Malaisie a obtenu son indépendance du régime colonial. Le pays a cependant souffert d'une forte division des richesses entre les Chinois, qui dominaient la plupart des zones urbaines et étaient perçus comme contrôlant une grande partie de l'économie du pays, et les Malais, qui étaient généralement plus pauvres et plus ruraux. La position privilégiée des Malais était cependant garantie par l'article 153 de la Constitution rédigée lors de l'indépendance malaise.
Il y avait néanmoins des débats houleux entre groupes malais voulant instaurer des mesures radicales pour institutionnaliser la suprématie malaise (Ketuanan Melayu) et groupes chinois désirant être protégés, ainsi qu'avec des composantes malaises qui militaient pour le Malaysian Malaysia (en) plutôt que pour le privilège malais et sa discrimination positive.
Et avec ces tensions ethniques, la Malaisie était encore en 1963 une fédération qui comprenait la Malaisie péninsulaire, Singapour, Sabah et le Sarawak (sur l'île de Bornéo).
Avant les émeutes de 1969, il y avait eu plusieurs incidents entre Malais et Chinois. Par exemple, dans le Penang, l'hostilité entre les races s'est transformée en violence lors de la célébration du centenaire de George Town en 1957, ce qui a entraîné plusieurs jours de combats et un certain nombre de morts, et il y a eu d'autres troubles en 1959 et 1964, ainsi qu'une émeute en 1967, qui commença comme une protestation contre la dévaluation de la monnaie et qui se transforma en meurtres à caractère racial. À Singapour, l'antagonisme entre les races a conduit aux émeutes raciales de 1964 qui ont contribué à la séparation de Singapour de la Malaisie le 9 août 1965.

### Êlections du 10 mai 1969
Dans l'élection de 1969, la coalition gouvernementale formant le parti de l'Alliance dut faire face à de nouveaux partis chinois comme le Parti d'action démocratique et le Parti du mouvement populaire malaisien, et il y eut plusieurs incidents qui contribuèrent à tendre l'atmosphère, comme un Malais qui fut tué par un gang chinois dans le Penang, ou un jeune Chinois qui fut tué par la police à Kuala Lumpur.
Les élections générales ont eu lieu le 10 mai 1969, le jour même se déroulant sans incident. Le résultat a montré que l'Alliance avait remporté moins de la moitié du vote populaire, ce qui constituait un grand revers pour la coalition au pouvoir. Au niveau national, l'Alliance avait obtenu une majorité dans le nombre de sièges au Parlement, bien qu'elle ait été sensiblement réduite. Le nombre de sièges remportés par la composante chinoise de l'Alliance, l'Association des Chinois de Malaisie, avait été réduit de moitié. Au niveau de l'État, l'Alliance n'a obtenu la majorité au Selangor qu'en coopérant avec l'unique candidat indépendant, l'opposition s'étant liée à l'Alliance pour le contrôle de la législature de l'État de Selangor (bien qu'à ce moment, immédiatement après l'élection, il n'était pas clair que l'Alliance fût encore majoritaire). L'Alliance a perdu le Kelantan (au profit du PAS) et de Perak, et l'opposition Gerakan s'empara du gouvernement de l'État de Penang.

### Célébrations post-électorales
Dans la nuit du 11 au 12 mai, les partis d'opposition célébrèrent leur victoire, avec entre autres une grande parade soutenue par V. David (en), l'un des meneurs de l'opposition. Ces célébrations furent considérées comme une attaque contre le pouvoir malais, et alors que les résultats de l'élection favorisaient encore les Malais malgré les pertes, le journal Utusan Malaysia (en) affirma qu'ils mettaient en danger l'avenir de la Malaisie, et qu'une réaction immédiate était nécessaire. Et des membres de la jeunesse de l'Organisation nationale des Malais unis indiquèrent qu'ils voulaient aussi former une parade.

## Les émeutes
La procession de l'Organisation nationale des Malais unis était prévue à 19h30, mais des Malais avaient commencé à se rassembler dès le matin à Kampung Baru. Les Malais venaient de différentes parts du Selangor (Morib (en), Banting (en)) et du Perak.
Les premières confrontations commencèrent vers 18h00 à Setapak entre un groupe de Malais du Gombak et des Chinois qui les avaient provoqués. Ce fut l'escalade, et des Malais, armés de parangs et de kriss, se dirigèrent dans les quartiers chinois où ils tuèrent, incendièrent et pillèrent. Une fois que la violence éclata, elle se répandit dans toute la ville dans l'heure qui suivit, et furent atteints Dang Wangi (en), Jalan Tuanku Abdul Rahman (en), Kampung Datuk Keramat (en), Cheras, Kuala Lumpur (en) et Bangsar South (en). Des Chinois ripostèrent et attaquèrent des Malais, ou formèrent des groupes d'auto-défense.
En début de soirée, les émeutiers ont été accueillis par la police, qui a utilisé des gaz lacrymogènes pour tenter de les maîtriser. Un couvre-feu de 24 heures pour Kuala Lumpur a été annoncé à la radio à 19h35 et répété à la télévision à 20h. Plus tard, entre 20h30 et 21h00, l'inspecteur général de la police Mohamed Mohamed Salleh Ismael (en) donna l'ordre de tirer pour tuer. L'armée fut déployée et pénétra dans les zones touchées par les émeutes vers 22 heures. De nombreuses personnes qui n'étaient pas au courant de l'ordre de couvre-feu furent abattues. Certaines ont également été visées alors qu'elles se trouvaient devant leur propre porte et dans leur jardin. Des correspondants étrangers ont rapporté avoir vu des membres du Royal Malay Regiment tirer sur des magasins chinois sans raison apparente.
Le lendemain matin, à 5 heures, les autorités de l'hôpital général de Kuala Lumpur ont annoncé qu'il y avait environ 80 morts. Les membres du personnel de l'hôpital ont également indiqué que les premières victimes, entre 19 et 20h30, étaient toutes des Chinois souffrant de coupures de parang et de kriss, mais qu'entre 20h30 et 22h30, les victimes étaient également réparties entre Chinois et Malais. Cependant, après 22h30 environ, les victimes étaient presque toutes des Chinois, presque tous souffrant de blessures par balle.
L'armée se rassembla à des carrefours cruciaux et patrouilla dans les rues principales, et même si un couvre-feu avait été annoncé, des jeunes, dans des zones comme Kampung Baru et Pudu, ignorèrent l'ordre. Bien que la plupart des meurtres aient eu lieu dans la nuit du mardi à mercredi matin, des incendies et des pillages de magasins et de maisons chinoises par les Malais se poursuivirent, la plupart des incendies criminels graves ayant eu lieu dans la nuit du jeudi au vendredi.

### Bilan
Plus de 450 maisons ont été brûlées. Les personnes déplacées par les émeutes, pour la plupart chinoises, ont été envoyées dans des centres de réfugiés officiels situés dans différents quartiers de la ville - les Malais au Stadium Negara (en), et les Chinois au Stade Merdeka, au Stade Chinwoo et à l'école Shaw Road. Le dimanche, le nombre de réfugiés chinois était passé à 3 500 au stade Merdeka, 1 500 au stade Chinwoo et 800 à l'école Shaw Road, tandis que le nombre de Malais au stade Negara était passé de 650 le jeudi à 250 le dimanche. Un mois après l'émeute, plus d'un millier de réfugiés étaient encore présents au stade Merdeka
Selon les chiffres de la police, qui sont contestés, 196 personnes ont été tuées au cours des émeutes. Les chiffres officiels font état de 143 morts chinois, 25 malais, 13 indiens et 15 autres (indéterminés), bien que les chiffres officieux suggèrent un nombre plus élevé de morts chinois. La police a été autorisée à enterrer les corps trouvés ou à s'en débarrasser de toutes les manières possibles, sans enquête, ce qui rend difficile l'estimation du nombre de morts, car beaucoup d'entre eux ont été enterrés sans papiers. Certains auraient été jetés dans la rivière Kelang et d'autres auraient été jetés dans des bassins de mines d'étain. Un enterrement collectif des victimes a également été filmé à la léproserie de Sungai Buloh, près de Kuala Lumpur. Des sources diplomatiques occidentales ont alors estimé le nombre de victimes à près de 600, et John Slimming a estimé le nombre de morts à environ 800 au cours de la première semaine en incluant les centaines de personnes officiellement disparues, tandis que d'autres observateurs et correspondants ont suggéré des chiffres à quatre chiffres.
Selon les chiffres officiels, 439 personnes ont également été blessées ; 753 cas d'incendie criminel ont été enregistrés et 211 véhicules ont été détruits ou gravement endommagés.

## Conséquences immédiates

### Déclaration de l'état d'urgence
L'état d'urgence fut déclaré, et le Parlement suspendu (jusqu'en 1971), comme la presse, le pays devenant dirigé par le National Operations Council (en).
Le gouvernement ordonna un couvre-feu immédiat dans tout l'État de Selangor. Des forces de sécurité comprenant quelque 2 000 soldats du Royal Malay Regiment et 3 600 policiers furent déployées et prirent le contrôle de la situation. Les 14 et 16 mai, l'état d'urgence et le couvre-feu ont été déclarés dans tout le pays.
Le 15 mai, le Conseil national des opérations (NOC) dirigé par Abdul Razak a été créé à la suite de la proclamation de l'état d'urgence par le roi de Malaisie Ismail Nasiruddin Shah. Certaines parties de la constitution ont également été suspendues. Avec la suspension du Parlement, le NOC est devenu l'organe décisionnel suprême pour les 18 mois suivants. Les conseils d'exploitation des États et des districts ont pris le relais des gouvernements des États et des collectivités locales. Le NOC a mis en place des mesures de sécurité pour rétablir l'ordre public dans le pays, notamment en créant un corps de vigiles non armés, une armée territoriale et des bataillons de policiers.
Les publications de journaux ont été suspendues le 15 mai, mais ont repris le 18 mai, et la censure a ensuite été appliquée le 21 mai. Les publications étrangères ont été interdites, les citoyens trouvés en possession de coupures de presse étrangères ont été détenus, et les reporters étrangers ont été critiqués. Le rétablissement de l'ordre dans le pays a été réalisé progressivement. Les couvre-feux ont été maintenus dans la plupart des régions du pays, mais ont été progressivement réduits. La paix a été rétablie dans les zones touchées en l'espace de deux mois. En février 1971, le régime parlementaire fut rétabli. La proclamation de l'état d'urgence et la loi promulguée n'ont cependant jamais été révoquées.

### Analyse officielle
Le gouvernement attribua les émeutes aux politiques raciales et aux hommes politiques non-malaisiens qui attisaient les passions, sans blâmer les Malaisiens. Il en attribua aussi la responsabilité au Parti communiste malais et aux sociétés secrètes.

### Conséqunces lointaines
- Rukun Negara (en)
- Mahathir Mohamad, futur premier ministre, écrivit son livre Le Dilemme malais qui allait servir de base à une discrimination positive renforcée en faveur des Malais, part de la Malaysian New Economic Policy (en)
- Tunku Abdul Rahman perdit son poste de premier ministre en faveur d'Abdul Razak
- le Barisan Nasional succéda à l'Alliance en tant que coalition gouvernementale